# Тверской путепровод
Тверско́й путепрово́д (первоначальное название — Брестский виадук, также Белорусский путепровод, путепровод автодорожный «Белорусская железная дорога») — автомобильный и пешеходный путепровод в Москве у Белорусского вокзала. Памятник архитектуры московского модерна начала XX века, официального охранного статуса не имеет.
Проходит над железнодорожными путями Алексеевской соединительной линии. От Тверского путепровода начинается Ленинградский проспект.
Длина Тверского путепровода составляет 219 м, ширина 49,5 м. Путепровод имеет 4 полосы для движения в центр и 5 полос для движения в область.

## Общая информация
Соединяет 1-ю Тверскую-Ямскую улицу с Ленинградским проспектом. Сооружён в 1904—1908 годах по проекту инженера И. И. Струкова (автора здания Белорусского вокзала), совместно с инженером С. В. Безобразовым. В 1946 году реконструирован (инженер Н. И. Ермолин, архитектор И. Л. Рейтенберг). Со стороны площади Тверская Застава для лучшей организации движения под путепроводом был оборудован тоннель для автомобильного и пешеходного движения. В 1960-х годах путепровод реконструировали со стороны Ленинградского проспекта.
По мнению доктора искусствоведения М. В. Нащокиной, в историю московского модерна архитектор И. И. Струков вошёл как автор Тверского путепровода.
Мост имеет два лестничных схода со стороны Ленинградского проспекта и один — с площади Тверская Застава. Также с южного тротуара путепровода небольшой мостик ведёт к дверям на втором этаже вокзального здания, откуда лестница ведёт в кассовый зал станции метро Белорусская Замоскворецкой линии. Ранее до 2000-х годов с южного тротуара имелся лестничный сход на островную платформу № 5 пригородного сообщения Белорусского вокзала. В 2024 году сход восстановлен, теперь с него можно попасть на платформы №12—15 Московских центральных диаметров.

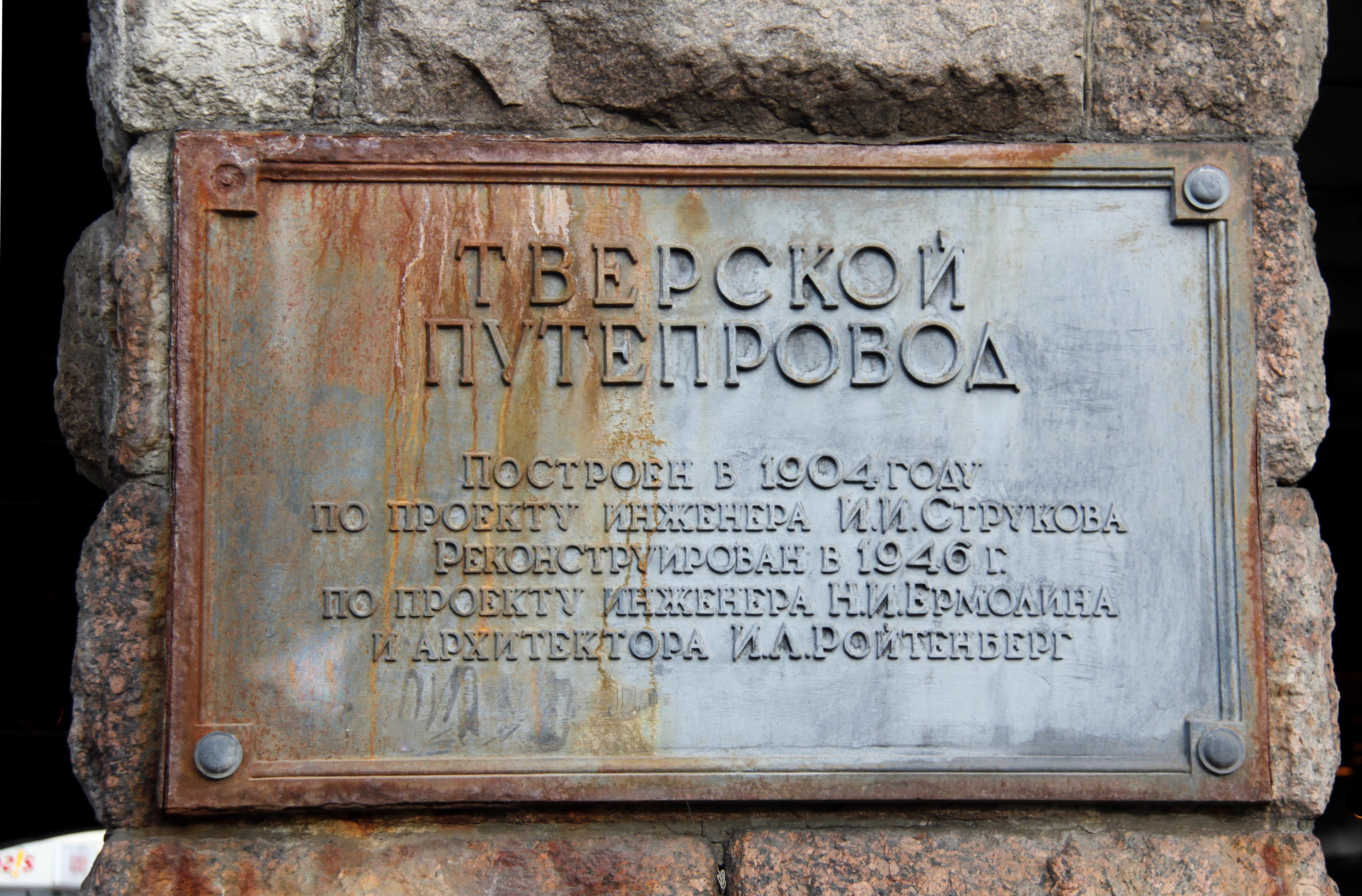
Памятная доска
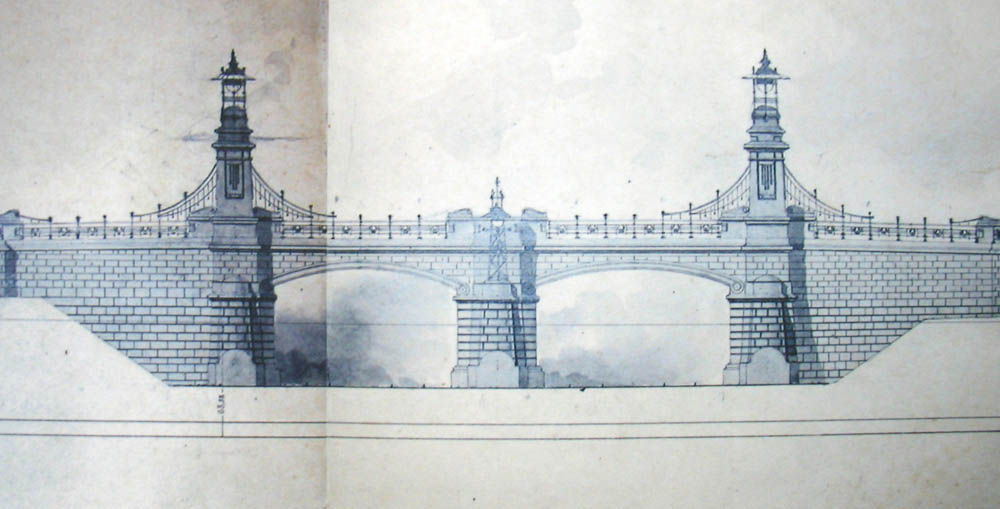
Чертеж путепровода, выполненный Струковым
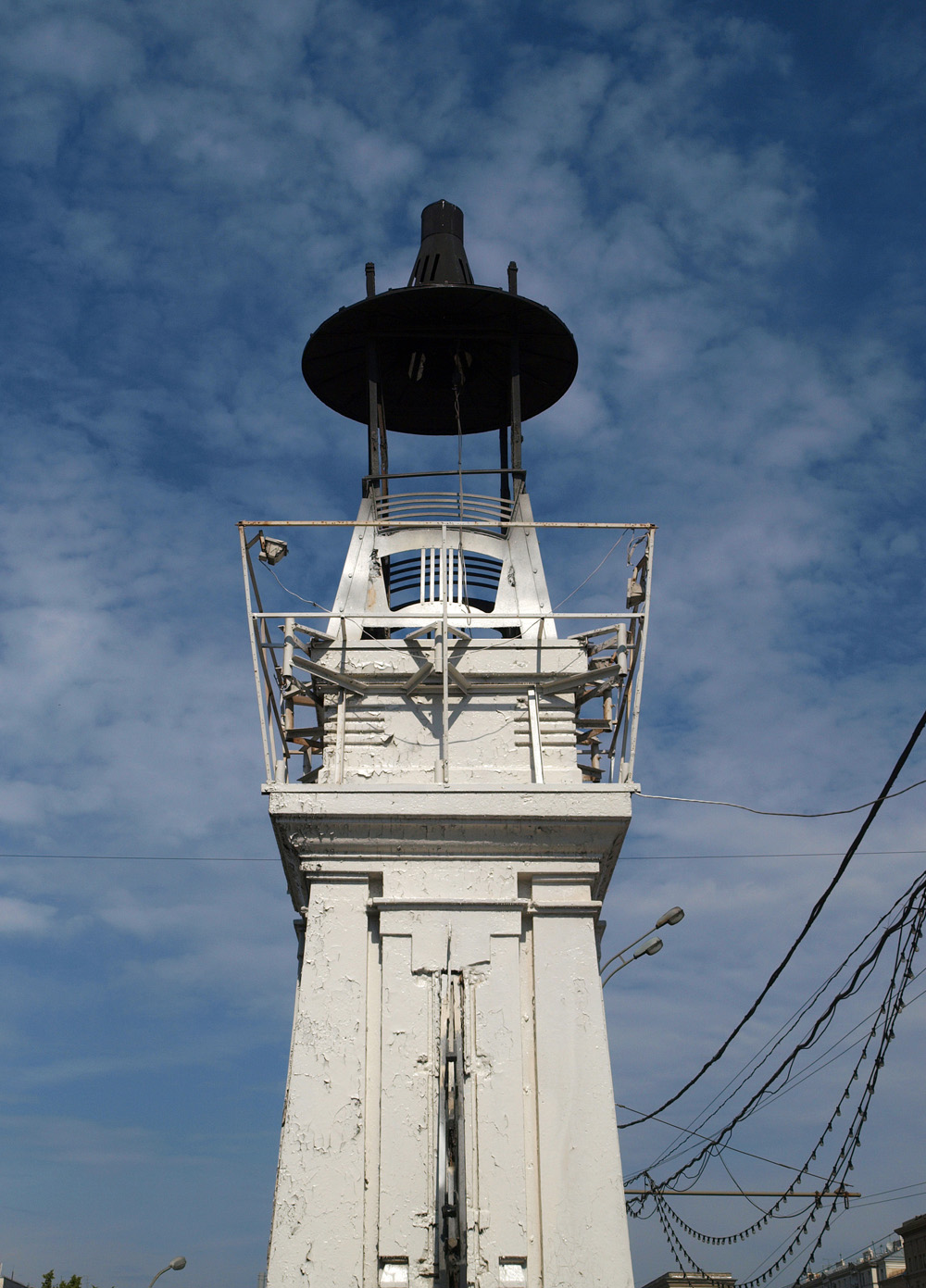
Одна из башенок Тверского путепровода
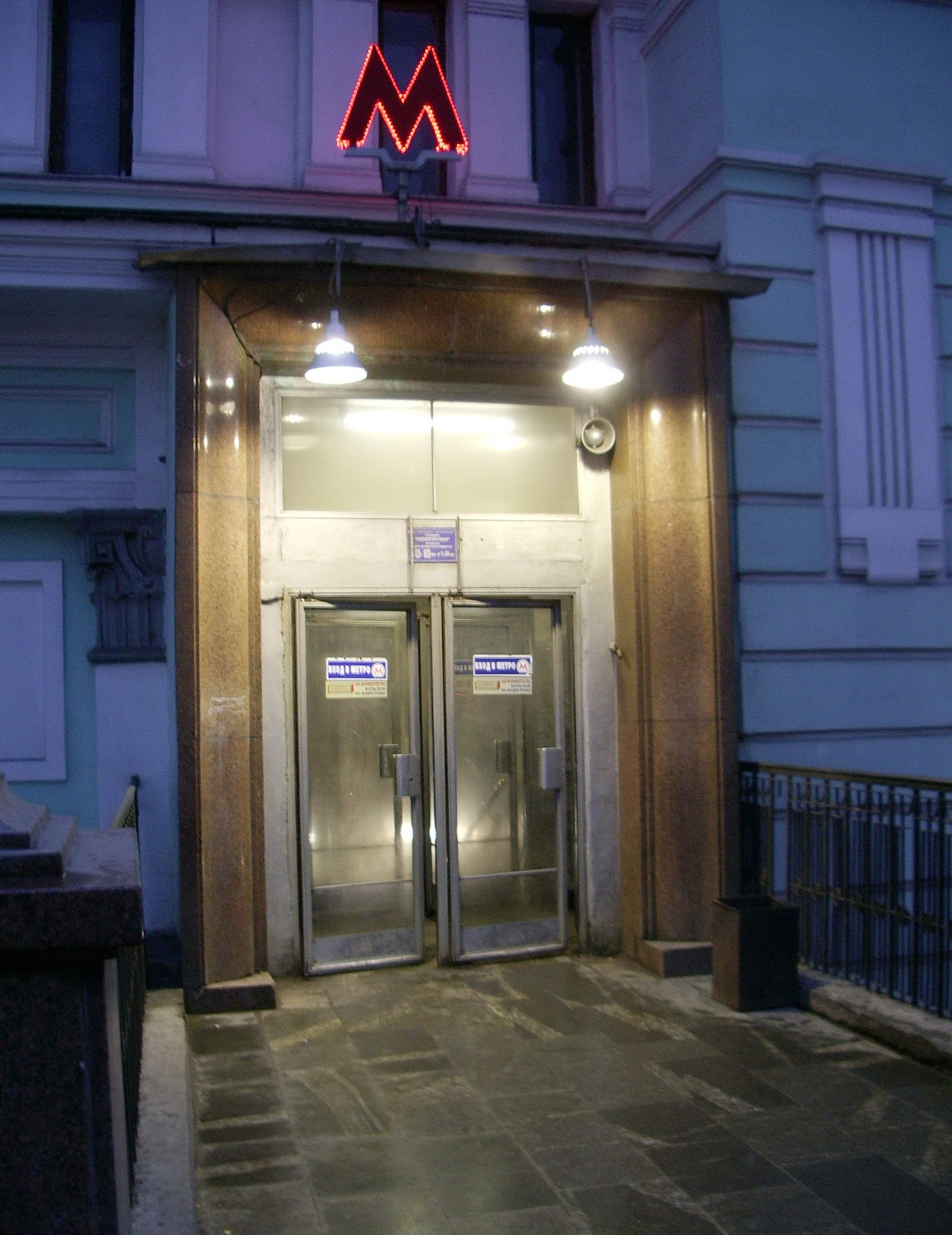
Вход на станцию «Белорусская» Замоскворецкой линии с Тверского путепровода